# Clinocera attentuata
Clinocera attentuata är en tvåvingeart som beskrevs av Sinclair 2008. Clinocera attentuata ingår i släktet Clinocera och familjen dansflugor. Inga underarter finns listade i Catalogue of Life.